# Artere suprarenale medii
Arterele suprarenale medii (arterele capsulare medii ; arterele suprarenale) sunt două vase mici care apar, una de pe ambele părți ale aortei abdominale, opusă arterei mezenterice superioare.
Trec lateral și ușor în sus, peste creastadiafragmei, către glandele suprarenale, unde se anastomozează cu ramurile suprarenale ale arterelor frenice și renale inferioare.